# Christer Persson
Christer Persson (* 1943 in Limhamn) ist ein schwedischer Schriftsteller. Zurzeit wohnt er in Höllviken. 
Als ihm der Literaturpreis der Zeitung Aftonbladet übergeben wurde, schrieb die Jury: 

„Christer Persson hat mit seinem Roman Drakdödaren („Drachentöter“) auf eindringliche Weise ein zilivisatorisches Dilemma offengelegt: auf der einen Seite die Umweltzerstörung als Hintergrundhandlung des Romans und auf der anderen Seite erzählt er mit selbstverständlicher Sicherheit über einen jungen Menschen, den es in diese Zivilisation drängt. Der Roman ist eine Anklage, aber er ist gleichzeitig eine nuancenreiche Beschreibung eines Seelenlebens in Protest und seiner Mitlebenden. Respekt für eine Prosa, die durch und durch überlegen ist.“

## Werke (Auswahl)
- Drakdödaren, 1969
- Den inre fienden, 1971
- Från Ingalunda till Ingenstans, 1977
- Karl och fabrikanterna, 1978
- Axel, främling, människa, 1981
- Fäder, söner, mödrar, 1988
- Stockholms klädesmanufakturer 1816-1846, 1993

## Preise und Auszeichnungen
- Literaturpreis der Zeitung Aftonbladet 1969
- Lengertz-Literaturpreis 1970